# Андреас Тойфел
Андреас Тойфел цу Бокфлис (на немски: Andreas Teufel; Andreas Freiherr Teuffel zu Bockfliess; * 1516; † 15 юли 1592) е фрайхер от фамилията Тойфел фон Гундерсдорф от Щирия, господар на Бокфлис в Долна Австрия.

## Живот
Той е син на Матиас Тойфел фон Гундерсдорф († 1552), господар на Кротендорф и Гундерсдорф, и съпругата му Аполония Малингер (* ок. 1483), дъщеря на Фабиан Малингер и Кристина Вакенцел. Внук е на Волфганг Тойфел († пр. 1485) и Анна Клингершпрун. Брат е на офицера Еразмус фон Тойфел († 1554, Константинопол), командир 1552 г. в Турската война, на Кристоф (1515 – 1570), и на фрайхер Георг Тойфел († 1578).
Тримата братя първо управляват заедно след това се разделят на три линии. Братята Георг, Кристоф и Андреас слагат през 1561 г. един епитаф в църквата на Винзцендорф за брат им Еразмус.
През 1566 г. Андреас и братята му са на императорска служба и през 1566 г. Максимилиан II ги издига на фрайхерен. Андреас е имперски съветник и главен конски/щалмайстер. От 1575 до 1588 г. той е капитан-командир на град Дьор в Унгария.
През 1579 или 1592 г. той получава замък Бокфлис от Улрих фон Пранкх. През 1690 г. родът изчезва по мъжка линия.
- Дворец Гундерсдорф
- Замък Бокфлис

## Фамилия
Андреас Тойфел се жени за Мари Анна фон Валдщайн († 28 март 1593), дъщеря на фрайхер Албрехт фон Валдщайн († ок. 1545/1548) и Елизабет фон Врсовецз. Те имат един син:
- Карл Тойфел, фрайхер фон Гундерсдорф (* ок. 1550), женен за фрайин Юдит фон Айтцинг цу Шратентал († януари 1618), дъщеря на фрайхер Освалд II фон Айтцинг цу Шратентал (1512 – 1586) и Барбара Памфлинг; родители на:
  - Барбара Тойфелин цу Гундерсдорф (* ок. 1595; † 3 октомври 1634), омъжена на 6 май 1613 г. за граф Франц Кристоф фон Кевенхюлер (1588 – 1650), автор на „Annalen Ferdinandei“